# Kljenak
Kljenak falu Horvátországban, Split-Dalmácia megyében. Közigazgatásilag Vrgorachoz tartozik.

## Fekvése
Makarskától légvonalban 22, közúton 28 km-re délkeletre, községközpontjától légvonalban 8, közúton 10 km-re nyugatra, Közép-Dalmáciában fekszik.

## Története
Területe a régészeti leletek tanúsága szerint már az ókorban is lakott volt. A térség első ismert népe az illírek egyik törzse a dalmátok voltak, akik a magaslatokon épített, jól védhető erődített településeikben laktak. Az ő emlékeik a határában található ókori halomsírok és erődítmény maradványai. A rómaiak hosszú ideig tartó harcok után csak az 1. században hódították meg ezt a vidéket. Az illírek elleni 9-ben aratott végső győzelem után békésebb idők következtek, de a római kultúra csak érintőleges hatással volt erre a térségre. A horvát törzsek a 7. század végén és a 8. század elején telepedtek le itt, ezután területe a neretvánok kenézségének Paganiának a részét képezte. A térség a középkorban is folyamatosan lakott volt. Ezt bizonyítja maga a templom és a templom melletti középkori temető sírkövei, melyek közül néhányat a templomba is beépítettek. A török a 15. század második felében szállta meg ezt a vidéket, mely 1690 körül szabadult fel végleg a több mint kétszáz éves uralma alól. A török uralom után a település a Velencei Köztársaság része lett. A török időkben a megmaradt lakosság lelki szolgálatát a živogošćei kolostor ferences szerzetesei látták el. A kandiai háború idején a térség falvai elpusztultak.
A török uralom végével a 17. század végén 1690 körül a környező településekkel együtt népesült be. A betelepülők ferences szerzetesek vezetésével főként a szomszédos Hercegovinából érkeztek. A lakosság főként földműveléssel és állattartással foglalkozott, de a határhoz közeli fekvésénél fogva eleinte még gyakran kellett részt vennie a velencei-török összecsapásokban. 1746-ig lakói a vrgoraci plébániához tartoztak, ekkor azonban megalapították a ravčai plébániát, melyhez Kljenakot is hozzácsatolták. A velencei uralomnak 1797-ben vége szakadt és osztrák csapatok vonultak be Dalmáciába. 1806-ban az osztrákokat legyőző franciák uralma alá került, de Napóleon lipcsei veresége után 1813-ban újra az osztrákoké lett. 1857-ben 215, 1910-ben 315 lakosa volt. 1918-ban az új Szerb-Horvát-Szlovén Állam, majd később Jugoszlávia része lett. Röviddel a Független Horvát Állam megalakulása után 1941. április 17-én olasz csapatok vonultak be a vrgoraci területre. 1942. június 15-én rövid időre elfoglalták a partizánok, majd visszavonultak a Biokovo-hegységbe. Az olasz csapatok védelmét élvező csetnikek még ez évben a község több településén gyújtottak fel házakat és végeztek ki embereket, főleg nőket, gyermekeket és öregeket. Olaszország kapitulációja után 1943-ban német csapatok szállták meg a vidéket. 1944. október 24-én a németek kivonultak és két nappal később Vrgorac környéke felszabadult. A település a háború után a szocialista Jugoszláviához került. 1991 óta a független Horvátországhoz tartozik. 2011-ben 86 lakosa volt, akik a ravčai plébániához tartoztak.

## Lakosság
| Lakosság változása | Lakosság változása | Lakosság változása | Lakosság változása | Lakosság változása | Lakosság változása | Lakosság változása | Lakosság változása | Lakosság változása | Lakosság változása | Lakosság változása | Lakosság változása | Lakosság változása | Lakosság változása | Lakosság változása | Lakosság változása |
| ------------------ | ------------------ | ------------------ | ------------------ | ------------------ | ------------------ | ------------------ | ------------------ | ------------------ | ------------------ | ------------------ | ------------------ | ------------------ | ------------------ | ------------------ | ------------------ |
| 1857               | 1869               | 1880               | 1890               | 1900               | 1910               | 1921               | 1931               | 1948               | 1953               | 1961               | 1971               | 1981               | 1991               | 2001               | 2011               |
| 215                | 0                  | 246                | 290                | 327                | 315                | 328                | 319                | 246                | 235                | 243                | 228                | 149                | 125                | 102                | 86                 |

(1869-ben lakosságát Ravčához számították.)

## Nevezetességei
- A Mindenszentek tiszteletére szentelt római katolikus temploma[4] egyes vélemények szerint a 14. vagy a 15. században épült, kulturális műemlék. Egyhajós épület, négyszögletes apszissal, 2003-ban teljesen felújították. Ennek során a külső falakról és belül a szentélyről eltávolították a vakolatot. Így az épület elnyerte az eredeti formáját. Külső részén láthatóvá vált, hogy legalább két építési fázisban épült. A falak felső részén levő kövek, valamint a pengefalú harangtorony kövei szabályosabban vannak megfaragva. Ezt a második építési fázist a török uralom utáni időre, a 18. századra tehetjük. Az oltárnál szintén a vakolat eltávolításakor derült rá fény, hogy az oltár kőlapja egy régi sírkövön nyugszik. Az oltárkép félköríves, vászonra festett Filippo Naldi alkotás, mely a Szentháromságot ábrázolja a szentek társaságában Szűz Mária megkoronázása közben. A felújításkor újult meg a kórus is, ahonnan eltávolították az elhasználódott korlátot és új falépcsőt építettek. A templom körül középkori temető volt, melyből néhány nagyon régi sírkő máig fennmaradt. Ma is itt található a falu temetője.

- Osmini határrészén ókori illír erődítmény romjai, néhány határrészén pedig több ókori halomsír is található.